# 피치 낙하 실험

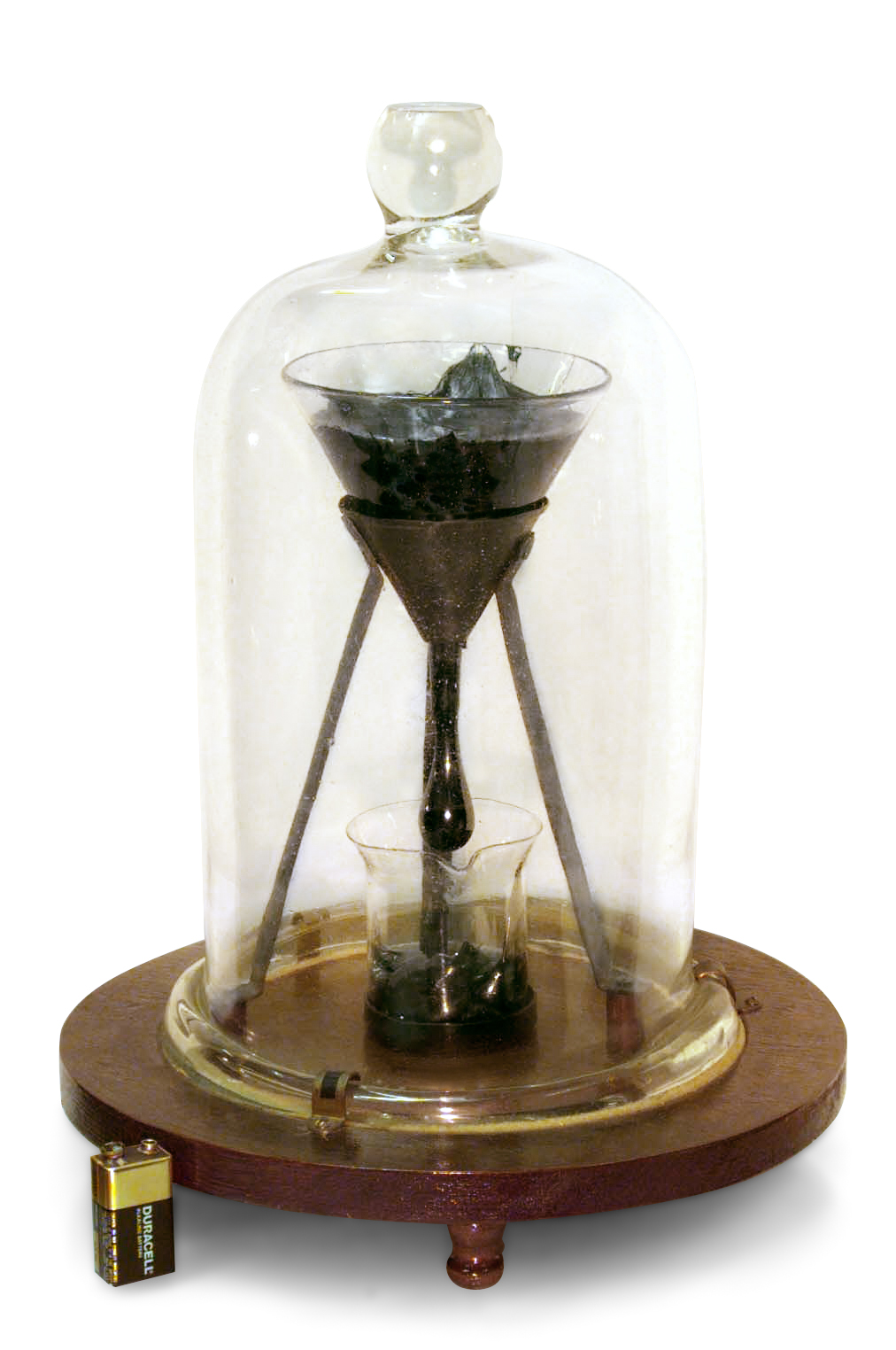
퀸즐랜드 대학교의 피치 낙하 실험 장비

피치 낙하 실험(Pitch drop experiment)은 시간이 오래 걸리는 실험중의 하나로서 상온에서 거의 고체처럼 보이는 피치가 실제로 점도가 높은 액체임을 보여주기 위해 중력으로 방울져 떨어지게 하는 실험이다. 
피치는 원유나 식물에서 추출한 점탄성을 가진 고형 중합체의 일종으로서 광택이 있는 끈끈한 고형물질로서 아스팔트나 송진등이 이의 일종이다. 

## 퀸즐랜드 대학의 실험
피치는 쇠망치로 두들기면 깨지는 등 거의 고체처럼 보이지만 실제로는 점도가 무척 높은 액체임을 보여주기 위하여 오스트레일리아 퀸즐랜드 대학교의 토머스 파넬 박사가 시작한 실험으로서 해당 대학에서 교수로 재직중이던 1927년 열로 가열한 피치를 깔대기 모양의 유리병에 담고 3년간 안정화 기간을 거친 후 깔대기의 아래 부분을 잘라내 흐르도록 하였다.
약 8년이 지난 1938년에야 드디어 첫 방울이 떨어지기 시작하여 2013년에 이르기까지 총 8방울이 떨어졌으나 아직까지 떨어지는 순간이 영상에 잡히지는 못했다.  2000년에 떨어진 8번째 방울때는 카메라가 설치되어 있었으나 기술적인 문제로 인하여 녹화되지 못하였다. 아홉번째 방울은 2013년에 떨어질 것으로 예측되었으나 2014년 4월 17일에 9번째 방울이 8번째 방울과 닿았으며, 24일 깔대기로부터 분리되었다. 웹을 통해 실시간으로 모니터링할 수 있다.

본 실험은 기네스 세계 기록에 세계에서 가장 오랫동안 수행중인 과학실험으로 등록되어 있다.

### 시간기록
| 날짜             | 사건                                 | 소요시간(년) |
| ---------------- | ------------------------------------ | ------------ |
| 1927년           | 실험시작                             |              |
| 1930년           | 안정화 완료, 흐르기 시작             |              |
| 1938년 12월      | 첫번째 방울                          | 8.0~8.9      |
| 1947년 2월       | 두번째 방울                          | 8.2          |
| 1954년 4월       | 세번째 방울                          | 7.2          |
| 1962년 5월       | 네번째 방울                          | 8.1          |
| 1970년 8월       | 다섯번째 방울                        | 8.3          |
| 1979년 4월       | 여섯번째 방울                        | 8.7          |
| 1988년 7월       | 일곱번째 방울                        | 9.2          |
| 2000년 11월 28일 | 여덟번째 방울                        | 12.3         |
| 2014년 4월 17일  | 아홉번째 방울이 여덟번째 방울과 닿음 | (13.4)       |
| 2014년 4월 24일  | 아홉번째 방울이 깔대기로부터 분리됨  | 13.4         |

평균 1~7번째 방울은 6년, 8~9는 12.5년이다.

## 트리니티 대학의 실험
아일랜드의 트리니티 대학교에서는 이보다 좀 더 늦은 1944년 9월부터 같은 실험을 시작했으며 2013년 7월 11일에 피치 방울이 떨어지는 모습을 최초로 영상에 담아냈다.

## 같이 보기
- 피치
- 수지(樹脂)
- 송진
- 아스팔트